# Episodi di The Umbrella Academy (terza stagione)
La terza stagione della serie televisiva The Umbrella Academy, composta da 10 episodi, è stata pubblicata su Netflix il 22 giugno 2022, in tutti i paesi in cui il servizio è disponibile.
| nº | Titolo originale                | Titolo italiano                   | Pubblicazione  |
| -- | ------------------------------- | --------------------------------- | -------------- |
| 1  | Meet the Family                 | Ti presento la famiglia           | 22 giugno 2022 |
| 2  | World's Biggest Ball of Twine   | Il gomitolo più grande del mondo  | 22 giugno 2022 |
| 3  | Pocket Full of Lightning        | I poteri di Pocket                | 22 giugno 2022 |
| 4  | Kugelblitz                      | Kugelblitz                        | 22 giugno 2022 |
| 5  | Kindest Cut                     | Il male minore                    | 22 giugno 2022 |
| 6  | Marigold                        | Marigold                          | 22 giugno 2022 |
| 7  | Auf Wiedersehen                 | Auf Wiedersehen                   | 22 giugno 2022 |
| 8  | Wedding at the End of the World | Il matrimonio alla fine del mondo | 22 giugno 2022 |
| 9  | Seven Bells                     | Sette campane                     | 22 giugno 2022 |
| 10 | Oblivion                        | Oblivion                          | 22 giugno 2022 |

## Ti presento la famiglia
- Titolo originale: Meet the Family
- Diretto da: Jeremy Webb
- Sceneggiatura: Steve Blackman e Michelle Lovretta

### Trama
I sei membri sopravvissuti dell'Umbrella Academy capiscono di trovarsi in una linea temporale alterata. È lo stesso Sir Reginald a rilevare che, dopo il loro incontro nel 1963, è rimasto deluso da loro e ha deciso di non adottarli, scegliendo sette differenti bambini, sempre con lo scopo di trasformarli in una squadra di supereroi; stavolta il loro nome è "Sparrow Academy" (il narratore dice che sono nati dal nulla 16 persone anziché 43, il 1º ottobre 1989). Non avendo conosciuto Ben (nel 1963 era visibile solo a Klaus, come spirito), Reginald lo sceglie nuovamente, assegnandogli stavolta il n.2. Gli altri membri sono Marcus (n.1), che come Luther ha una forza sovraumana; Fei (n.3), cieca, in grado di generare corvi che fungono sia da occhi che da armi; Alfonso (n.4), con la faccia deformata, che ha la possibilità di riflettere contro l'avversario tutti i colpi che riceve; Sloane (n.5) che può manipolare la gravità; Jayme (n.6), che ha la capacità di sputare veleno, provocando allucinazioni; Christopher (n.7), che è uno strano cubo fluttuante.
I due gruppi si scontrano e gli Umbrella sembrano soccombere, nonostante Cinque si impegni a fondo; è Vanya a salvarli, scatenando un'onda di energia che mette fuori gioco temporaneamente gli Sparrow. Gli Umbrella decidono così di fuggire e trovare rifugio nell'Hotel Obsidian, un tempo base di Klaus. Qui si rendono conto che hanno lasciato la valigetta all'accademia e non possono più correggere la linea temporale; Vanya allora, di nascosto dai fratelli, va a fare un patto con Marcus (il n.1 degli Sparrow): lui accetta di restituire la valigetta in cambio della partenza degli Umbrella. Questo patto è spiato di nascosto dagli uccelli al soldo di Fei.
All'hotel, intanto, improvvisamente appare Lila che comunica a Diego che loro due hanno un figlio di dodici anni, Stan; Lila gli affida il ragazzo e va via con una sua valigetta. Quando Marcus va a prendere la valigetta per restituirla, viene indirizzato da Grace (che gli Sparrow non chiamano "madre") nello scantinato dove c'è una strana sfera che galleggia nell'aria: quando Marcus prova a toccarla, evapora all'istante.

## Il gomitolo più grande del mondo
- Titolo originale: World's Biggest Ball of Twine
- Diretto da: Cheryl Dunye
- Sceneggiatura: Jesse McKeown

### Trama
Gli Umbrella si separano: Allison va a trovare sua figlia Claire, salvo scoprire che in questa linea temporale non esiste e che suo marito è sposato con un'altra donna e ha una figlia. Luther, invece, va a correre nel parco, ma viene rapito dai fratelli Sparrow; risvegliatosi all'accademia scopre che è tenuto prigioniero, perché gli Sparrow, non vedendo Marcus, credono sia stato rapito dagli Umbrella. Mentre è prigioniero, Luther lega sempre più con Sloane; dopo alcuni equivoci i due infine si baciano.
Vanya, intanto, dopo gli anni trascorsi con Sissy, decide di cambiare vita: si taglia i capelli, capisce di essere transgender e cambia il suo nome in Viktor; comunica la sua decisione ai fratelli, che accettano senza problemi la scelta. Diego e Stan legano tra loro e si trovano a dover affrontare due degli Sparrow, Alphonso e Jayme, avendo la meglio. Cinque, che è contento di questa linea temporale, decide di andare in pensione e accetta di accompagnare Klaus nella sua ricerca di quella che è la sua madre naturale. Scoprono che il suo luogo di origine è una comunità Amish; pur incontrando l'ostilità dei locali, una donna li aiuta a capire che tutte le loro madri sono morte pochi istanti prima che nascessero in questa linea temporale. 
Non ci sarà, quindi, la possibilità di incontrare i loro doppi, ma di fatto si trovano di fronte al paradosso del nonno. Nel frattempo, l'anomalia presente negli scantinati dell'accademia provoca disturbi sempre più grandi.

## I poteri di Pocket
- Titolo originale: Pocket Full of Lightning
- Diretto da: Cheryl Dunye
- Sceneggiatura: Robert Askins

### Trama
Cinque spiega al gruppo il paradosso del nonno. Cinque e Lila si alleano per tentare di risolvere il paradosso del tempo, rendendosi conto che nessuna delle loro valigette (Lila ha rubato quella degli Umbrella nella sede degli Sparrow) funziona.
Allison e Viktor negoziano con gli Sparrow: Allison mente dicendo loro che hanno Marcus in ostaggio; Ben e Fei mentono a loro volta affermando di avere la valigetta.
Klaus affronta Reginald chiedendo spiegazioni per la morte delle loro madri: Reginald afferma di non aver ucciso nessuno, appare debole e sottomesso ai figli adottivi e i due finiscono per legare. Klaus insegna a Reginald come nascondere le pillole, che gli Sparrow lo costringevano ad assumere, invece di ingoiarle. Gli Sparrow, su suggerimento di Grace, scoprono nel seminterrato la strana anomalia che ha annichilito Marcus.
I due gruppi si affrontano all'Hotel Obsidian: gli Umbrella sono quasi sconfitti quando Lester arriva e scatena una devastante esplosione di energia per salvarli, uccidendo Alphonso e Jayme. Viktor riconosce che il loro salvatore è Harlan Cooper, il figlio di Sissy.

## Kugelblitz
- Titolo originale: Kugelblitz
- Diretto da: Sylvain White
- Sceneggiatura: Aeryn Michelle Williams

### Trama
La misteriosa sfera ha finalmente un nome: Kugelblitz (in tedesco palla di luce). Harlan racconta a Viktor della vita difficile trascorsa con sua madre Sissy: la continua necessità di muoversi a causa della sua mancanza di autocontrollo sui poteri ricevuti da quella che un tempo si chiamava Vanya nel lontano 1963. Cambiarono anche il loro cognome in Pocket (il cognome da nubile della madre), da cui il titolo della precedente puntata; quando Sissy morì, ebbe una reazione molto violenta.
Intanto, gli Umbrella, dopo la lotta, hanno catturato Sloane: Allison cerca di estorcerle informazioni sulla valigetta usando i suoi poteri, salvo scoprire che davvero Sloane non ne sa niente. Frustrati dall'insuccesso, lei e Diego decidono di provocare un gruppo di suprematisti bianchi. Luther e Viktor decidono di riconsegnare Sloane agli Sparrow come offerta di pace, ma Ben, inizialmente favorevole all'accordo, in ultimo cambia idea e chiede loro di consegnare anche Harlan.
Intanto Cinque e Lila, unendo i loro poteri, sono riusciti a viaggiare nel tempo e si trovano tra le rovine della Commissione, in un paesaggio completamente innevato. Lì trovano il Fondatore, che scoprono essere un'anziana futura versione di Cinque: è privo di un braccio e ha uno strano tatuaggio. Ha costruito uno speciale bunker in cui è immune dagli effetti collaterali derivanti dal contatto col sé stesso più giovane. Risvegliato dai due il Fondatore avverte Cinque di non tentare più di salvare il mondo e poco dopo muore: Cinque procede ad asportargli il tatuaggio.
Mentre girano per le stanza dell'Hotel Obsidian, Klaus e Stan trovano una misteriosa stanza di cui non posseggono le chiavi: all'interno c'è una testa di bufalo bianco appesa al muro, simile a un dipinto che Klaus ha visto nell'ufficio di Reginald; Stan spara accidentalmente con una balestra, uccidendo Klaus. Sempre nell'albergo Harlan trova i documenti relativi alle misteriose morti delle madri dei membri dell'Umbrella Academy; rivela così a Viktor di essere stato lui la causa di quei decessi; infatti la madre morì il 1º ottobre 1989 e la sua reazione causò un'onda di energia che inavvertitamente uccise tutte le loro madri, nonostante si trovassero a distanza di molti chilometri (la madre di Vanya era in Unione Sovietica, ad esempio).

## Il male minore
- Titolo originale: Kindest Cut
- Diretto da: Sylvain White
- Sceneggiatura: Elizabeth Padden

### Trama
Klaus si risveglia nell'aldilà: qui scopre di essere in realtà morto più di 57 volte, riuscendo sempre a tornare in vita; in passato aveva scambiato quegli episodi come esperienze di pre-morte, mentre erano viaggi post morte.
Cinque e Lila tornano nella linea temporale corrente, distruggendo definitivamente la valigetta; avendo appreso dell'esistenza del Kugelblitz, capiscono che è stato proprio l'arrivo degli Umbrella e l'esistenza del paradosso del nonno a farlo comparire; presto il Kugelblitz (che continua a far sparire persone, oggetti e animali) farà crollare l'intero universo. Diego scopre che Stan ha ucciso accidentalmente Klaus e lo conforta, ma mentre spostano il suo corpo, Klaus torna in vita; egli è quindi immortale e dopo il risveglio vede la ferita rimarginarsi lentamente.
Lila e Diego ricominciano la loro relazione. Nel disperato tentativo di sfuggire al trauma e al dolore, Allison usa i suoi poteri per ipnotizzare Luther e trarlo a sé, salvo pentirsi e fermarsi all'ultimo momento. Inorridito, Luther fugge per riabbracciare l'amata Sloane. Il resto della famiglia accetta di consegnare Harlan agli Sparrow, così da raggiungere la pace e unire gli sforzi contro il Kugelblitz. Viktor, sentendosi in colpa per il trauma che i suoi poteri hanno causato ad Harlan, chiede ad Allison di farlo uscire di nascosto dall'Hotel. Klaus riconosce che il tatuaggio che Cinque ha tagliato dal corpo del sé stesso anziano: è lo stemma di una banda di motociclisti chiamata Mothers of Agony che gli vendeva droga. Cinque va nel locale sede della banda vi trova Pogo, intento nell'attività di tatuatore.

## Marigold
- Titolo originale: Marigold
- Diretto da: Jeff F. King
- Sceneggiatura: Lauren Otero

### Trama
Un flashback mostra il Pogo della nuova linea temporale che allena la futura Sparrow Academy. Jamie e Ben si sfidano in un corpo a corpo e Jamie, che inizialmente sembra avere la peggio, grazie alla sua forza di volontà, riesce infine a sconfiggere il fratello che, umiliato, abbandona il campo. Nel frattempo, Sir Hargreaves, che ha assistito alla sfida, ritiene che i ragazzi siano pronti alla battaglia. Pogo non è d’accordo, pertanto a seguito di un acceso scambio di opinioni, lascia la casa salutando loro e Grace.
Andando via consegna a Marcus una scatola in legno che continente le pillole con cui, in seguito, i ragazzi drogheranno Sir Hargreaves. 
Nel presente, Viktor, di nascosto dai fratelli, cerca di aiutare Harland a liberarsi dei suoi poteri e i due si allontanano presso un drive-in abbandonato accompagnati e coperti da Allison. Luther, intanto, è rimasto con Sloane che lo nasconde in camera sua. Luther, spinto dalla ragazza, confessa di aver litigato con gli altri Umbrella. Intanto, Diego e Lila non riescono a trovare Stan e, nel cercarlo, scoprono un passaggio segreto nella stanza del bisonte. Con un po’ di coraggio attraversano il tunnel nascosto, ritrovandosi in una stanza che è la copia opposta della suite. Scesi in albergo, lo trovano deserto; Lila in un impeto di apprensione si lascia sfuggire che Stan è il figlio di una sua amica e, incalzata da Diego, ammette di aver inventato quella menzogna per testare le capacità paterne di Diego. Su tutte le furie, Diego raggiunge l’ingresso dell’albergo ma quando prova ad uscire dalle porte girevoli, si ritrova inspiegabilmente al punto di partenza. Sempre più innervosito, Diego raggiunge il banco della reception e, contravvenendo al divieto scritto su un cartellino accanto al campanello, lo suona. Al suono del campanello, le luci dell'albergo si accendono e spengono, finché una figura misteriosa irrompe lanciando un'ascia che roteando raggiunge Diego e Laila mozzando due dita della mano di Diego; i due terrorizzati si fiondano verso l’ascensore e fuggono attraverso il tunnel che li riporta all’Obsidion, nella stanza del bisonte, dove c’è Stan ad attenderli. La forza del Kugelblitz si abbatte sull'albergo, smaterializzando Stan sotto gli occhi increduli dei finti genitori.
Nel frattempo, Harland tenta di ri-trasferire a Viktor i poteri che il primo gli aveva involontariamente donato anni prima e, dopo alcuni tentativi falliti, anche a causa di Allison che, preoccupata per il fratello, aveva cercato di intromettersi nel flusso di energia, (che lui chiama Marigold) riesce a restituire il suo potere a Viktor che perde conoscenza a causa dello sforzo compiuto. Harland si riprende e pensando che Viktor lo avesse già raccontato, rivela ad Allison di aver ucciso (involontariamente) le madri degli Umbrella. Allison allora attribuisce la mancata esistenza di Claire e l’imminente scomparsa dell’universo ad Harland. 
Cinque mostra il pezzo di pelle asportato dal Cinque centenario a Klaus che riconosce il tatuaggio come opera di un gruppo di motociclisti. Cinque allora si reca presso il loro ritrovo e vede Pogo, intento a tatuare. Dopo un breve scambio di battute, in cui Cinque rivela di essere uno dei figli di Sir Hargreaves, di un’altra linea temporale, Pogo smette di parlargli e si allontana in moto. Cinque lo insegue e lo trova in un camper in una foresta. Lo scimpanzé riconosce il tatuaggio come opera sua e rivela a Cinque che Sir Hargreaves aveva fondato la Sparrow Academy per portare a compimento il progetto Oblivion, di cui però non sa molto. Cinque ricorda quindi di aver già sentito parlare di Oblivion dal sé centenario e, per chiudere il loop, si fa tatuare il simbolo da Pogo. Questi infine rivela a Cinque di aver fatto drogare Reginald dagli Sparrow per fermare il progetto.
Intanto Luther è stato scoperto da Fei e Ben: quest'ultimo gli propone di allearsi e diventare uno Sparrow, in quanto fisicamente simile a Marcus, ma il n.1 dell’Umbrella rifiuta; Ben gli permette comunque di rimanere. La scena si chiude con Allison che consegna il corpo di Harland agli Sparrow, incredula di vedere anche Luther, in uniforme, che ne fa parte.

## Auf Wiedersehen
- Titolo originale: Auf Wiedersehen
- Diretto da: Kate Woods
- Sceneggiatura: Michelle Lovretta

### Trama
Durante la caduta del muro di Berlino nel 1989 Lila trova una valigetta e una lettera della madre nel muro; mentre si diverte ad abbatterlo conosce una cantante rock. Lila diventa la batterista del gruppo della donna, che si rivela essere la madre di Stan. Qualche giorno dopo, approfittando dell'assenza della donna, fuggita con un bassista, Lila e Stan decidono di andare a trovare Diego in America, viaggiando nel tempo.
Nel presente, Allison e Luther parlano dell'omicidio di Harland commesso da Allison e dell'adesione del secondo alla Sparrow Academy. Sloane chiama i due per conto di Ben per una riunione delle due famiglie al fine di sconfiggere il Kugelblitz. Allison e Viktor litigano a causa dell'omicidio di Harland: Allison lo zittisce, accusandolo di aver rovinato le sue molte vite nelle varie linee temporali. Intanto Reginald porta Klaus lontano dalla città uccidendolo numerose volte al fine di migliorare la sua capacità di rianimarsi. In seguito lo porta in un cimitero per affrontare i suoi demoni.
Le famiglie intanto vanno nello scantinato per battere il Kugelblitz: Fei afferma che per sconfiggerlo serviranno i poteri di Sloane, Lila, Viktor e Chris. I primi tre, infatti, con i loro poteri riescono a restringere il Kugelblitz senza toccarlo; infine Chris lo assorbe, eliminandolo. Intanto Grace attacca il gruppo con un lanciafiamme per evitare la distruzione di quella che per lei è la “sfera di Dio”. Cinque però la teletrasporta nella sala generale e la uccide. Più tardi, il gruppo festeggia bevendo champagne a ritmo di Another One Bites the Dust. Cinque chiede a Viktor di non mentire più e di collaborare con gli altri, mentre Lila rivela di aver testato la capacità di Diego di essere un buon padre perché lei è incinta. Sloane va in terrazzo da Luther che le regala un libro sui monumenti italiani, al cui interno c’è un anello con una pietra lunare che lui aveva portato dalla Luna. L'uomo le fa la proposta di matrimonio che lei accetta.
Improvviso Chris scoppia e si trasforma in un Kugelblitz ancora più grande di prima, che inghiotte Fei: la distruzione si estende a tutta la città e gli Umbrella e Sloane scappano portando in salvo Ben, mentre la sede viene inghiottita.

## Il matrimonio alla fine del mondo
- Titolo originale: Wedding at the End of the World
- Diretto da: Paco Cabezas
- Sceneggiatura: Jesse McKeown e Aeryn Michelle Williams

### Trama
Un flashback del 1918 mostra Reginald che coordina i lavori per la costruzione di un enorme hotel, ovvero quello dove soggiornano gli Umbrella, che sarà di sua proprietà. Poco tempo dopo, ultimato, lo inaugura chiamandolo Oblivion e porta degli uomini nella camera Bisonte Bianco; essi si rivelano dei soldati pronti ad uccidere qualcosa dall'altra parte del tunnel attraversato da Diego e Lila in cambio di soldi. Il loro capo, poco dopo, ritorna morente da Reginald, che assiste alla sua morte e alla seguente fuoriuscita dalla bocca di una blatta , che egli schiaccia uccidendola.
Gli Umbrella, Sloane e Ben cercano di trovare un modo per sconfiggere di nuovo il Kugelblitz o comunque salvare il mondo ma Cinque afferma che il suo sè centenario gli disse di non salvare il mondo. Subito arrivano Reginald e Klaus, che scopre che l'hotel appartiene al padre. Visto il poco tempo rimasto, Luther e Sloane invitano i fratelli e Lila al loro matrimonio: è il loro ultimo desiderio prima di morire. Cinque parla a Reginald, l'unico non invitato al matrimonio, del fatto che Pogo gli ha raccontato del progetto Oblivion e dell'addestramento per esso degli Sparrow. Klaus incita il padre di essere più gentile e meno autoritario, a comportarsi da padre e non da "capo". Luther invita Diego, Klaus, Cinque e Viktor, a cui chiede di far da testimone, al suo addio al celibato. Ben cerca di parlare a Sloane per convincerla a rimanere una Sparrow, ma lei afferma che ora lui è il "n.1 di 1". Diego vuole trovare un metodo per sopravvivere e stare con Lila e il futuro figlio, ma la donna lo supplica di stare con lui nel tempo rimanente, affermando che non sarebbe adatta a fare la madre.
Al matrimonio, Luther supplica Viktor e Allison di non litigare, quando Sloane esce dall'ascensore con un incantevole vestito nuziale bianco da lei cucito. Klaus li sposa "a modo suo" e iniziano a festeggiare buttandosi quasi tutti su buffet e alcolici. Viktor si siede con Cinque, Ben con Allison, Klaus con Diego e Lila e ovviamente Luther con Sloane. All'improvviso arriva Reginald, che si scusa e si riappacifica parzialmente con i figli (specialmente con Luther e Diego, poiché Lila pretende dal compagno di presentarle suo padre). Si aprono le danze e a fine festa gli Umbrella osservano il cielo divenuto rosso a causa del Kugelblitz; mentre gli Umbrella lasciano la festa e gli sposi, Cinque sente nel corridoio Reginald fare un accordo con qualcuno , ma sviene nell'ascensore perché ubriaco, senza capire di chi si tratta.

## Sette campane
- Titolo originale: Seven Bells
- Diretto da: Paco Cabezas
- Sceneggiatura: Robert Askins

### Trama
L'episodio comincia con un flashback sulla vita di Luther nei due anni e mezzo trascorsi sulla luna, durante i quali è rimasto solo vivendo come un eremita-barbone. 
La mattina dopo il matrimonio, Cinque si risveglia nella cucina e ripensa a alla figura misteriosa con cui Reginald aveva parlato la sera precedente, domandandosi chi potesse essere. Dopo la notte delle nozze, Luther e Sloane parlano del fatto che lui non sia riuscito a perdonare il padre. Improvvisamente, arriva Allison che chiede scusa per il comportamento degli ultimi giorni, promettendo di fare lo stesso con Viktor e li invita sotto richiesta di Reginald ad una riunione di famiglia. Sloane accetta per entrambi. L'uomo fa lo stesso con Cinque, seduto alla fine dell'asfalto in mezzo alla tempesta del Kugelblitz. Cinque accetta chiedendo però in cambio che gli dica con chi era, ma lui tergiversa dicendo che non era in condizioni di capire quando l'ha visto e che non stava parlando con nessuno. Gli Umbrella, Lila, Sloane e Ben ascoltano cos'ha da dire Reginald: secondo le mitologie antiche, esisteva un metodo per distruggere come per salvare l'universo. Almeno sette di loro dovranno suonare le "sette campane" oltre il tunnel della camera Bisonte Bianco. Ben accetta subito ma Reginald lascia loro un'ora di tempo per pensarci. Diego vuole lasciare Lila dall'altra parte e compiere lui la missione per sperare che si salvi col bambino e, in caso positivo, lui ritornerebbe, ma Lila è una combattente e vuole rischiare contrapponendosi al partner. Allison chiede scusa a Viktor e capisce di aver sbagliato a trasformare il suo dolore in rabbia verso il fratello. Ben, tornato sobrio, non ammette quel che Klaus gli dice, di essere in fondo d'animo buono e gentile come l'altro Ben, lamentandosi di nuovo di lui e degli Umbrella. 
La famiglia si riunisce ma è divisa: metà è con Reginald (Klaus, Ben, Lila ed Allison) e metà contro (Luther, Sloane, Viktor e Diego), ma il voto decisivo è di Cinque, che vota contro il padre. Lila e Ben sono arrabbiati, Klaus se ne va semplicemente ed Allison colpisce violentemente una porta di una stanza al piano di sopra finendo per sedersi a terra e scoppiare in lacrime poiché vorrebbe continuare a vivere e sperare in una nuova vita; Reginald è deluso ma addossa le colpe su sè stesso. Luther lo va a trovare mentre cerca del ghiaccio per il brindisi di "fine mondo", e spiega al papà che la sua versione precedente l'aveva costretto sempre a stare i suoi ordini. Reginald gli chiede scusa e lui lo perdona, ma mentre lo abbraccia lo pugnala con una specie di arma tagliente a forma di spina dorsale che gli esce dal braccio, spiegandogli che per riunire la famiglia serve un matrimonio o un funerale e che ha fatto quel gesto anche perché non ha aderito alla sua missione. Viktor incontra Cinque e i due riflettono rispettivamente sulle scuse di Allison, che la sera prima era invece ancora arrabbiatissima, e sulla conversazione di Reginald. Cinque capisce che sono collegate e ricorda che era Allison a parlare col padre.
La morte di Luther riunisce infatti la famiglia, con Sloane affranta che lo trova per prima e Reginald che arriva facendo finta di essere sorpreso, mentre il Kugelblitz inizia ad inghiottire l'hotel tra cui, per primo, il portiere. Non sapendo cosa fare la famiglia si rifugia nel tunnel e Reginald abbandona all'esterno Klaus, che era l'ultimo a passare, perché nonostante l'avesse aiutato era troppo invadente, e il corpo senza vita di Luther; dopo che Klaus si suicida facendosi trafiggere dal corno del bisonte del camino, i due cadaveri vengono smaterializzati.

## Oblivion
- Titolo originale: Oblivion
- Diretto da: Jeff F. King
- Sceneggiatura: Steve Blackman e Robert Askins

### Trama
Gli Umbrella e gli Sparrow rimanenti attraversano il tunnel con Reginald, che afferma di aver fatto il possibile per salvare Klaus, ma Cinque non gli crede e lo dice apertamente. Intanto Klaus e Luther si trovano in un deserto a mangiare pizza, bere birre e guardare documentari e il primo dice al fratello che sono morti e di rilassarsi. Volendo tornare da Sloane e dalla famiglia, in pericolo di vita, Luther cerca di picchiarlo ma in quanto morto e principe delle tenebre (come si definisce) non può fargli del male, ma l’uomo-scimmia dice che comunque lo tormenterà se non lo aiuterà. Intanto Lila non vuole rivelare di essere incinta alla famiglia e chiede a Diego di non farlo e di rilassarsi finché non moriranno o si salveranno, mentre Allison chiede insistentemente a Reginald se sia stato lui ad uccidere i due fratelli. Reginald discute con Ben, chiamandolo inutile n.2 poiché lui ed Allison hanno riunito le famiglie, e spiega al gruppo che le campane sono una metafora e va trovato un sigillo. 
Si dividono così in tre gruppi per cercarlo: i rimanenti della Sparrow (Ben e Sloane) e due dell’Umbrella (Cinque, Viktor ed Allison; Diego e Lila). Cinque litiga con Allison sul fatto che abbia fatto un accordo con il padre e la donna se ne va inseguita da Viktor. Cinque si ritrova un muro quando esce da una camera ed è separato dal fratello e dalla sorella, anch’essi insospettiti. I due, dopo che Reginald tramortisce Klaus tornato in vita e suona il campanello, vengono attaccati da un guardiano che ferisce la spalla di Allison con la sua ascia. Scappano rifugiandosi nei bagni, dove in preda al panico la donna dice al fratello che lui e Cinque avevano ragione e che aveva fatto un accordo con il padre. In seguito, dopo esser stati di nuovo attaccati, anch’essi scompaiono alla vista dell’altro/a cercandosi. Anche Ben, Cinque e Sloane incontrano un altro guardiano, con la spada. Sloane lo attacca due volte piena di rabbia, credendo sia stato lui ad uccidere Luther. In seguito il guardiano verrà ucciso da Cinque dopo che aveva ferito il braccio di Sloane e i tentacoli di Ben. Intanto Diego e Lila non riescono ad uccidere un terzo guardiano, col martello, che li perseguita. Diego la rinchiude per salvare lei e il bambino, ma lei, riuscita ad uscire, distrugge con Viktor (con i loro poteri) il guardiano che aveva inseguito quest’ultimo ed Allison. 
Tornati tutti al pianoterra, dove nel frattempo Klaus riprende conoscenza, sfidano il padre e lo incolpano per i suoi omicidi. Cinque trova il sigillo, le stelle sul pavimento, grazie al libro di Reginald ma il guardiano rimasto arriva e gli taglia un braccio, ferisce Klaus e tramortisce gli altri. Sloane lo sta uccidendo con i suoi poteri, che tutto da un tratto svaniscono, ma Luther arriva lanciando via il nemico con la sua forza. Il tempo di baciarsi e salutarsi, ritorna spirito e scompare. Mentre tutti si rialzano e posizionano sulle stelle (ad eccezione di Allison e Reginald) capendo che sono loro le campane, il guardiano si riprende e Cinque, sulle scale con il braccio sanguinante, si teletrasporta sull’ultima stella fulminando con la connessione con i fratelli il guardiano ma perdendo particelle vitali. Capito lo scopo del padre e incitata dai fratelli in fin di vita, mentre è di spalle, Allison lo colpisce con la falce del guardiano e girandosi Reginald si rivela alieno, morendo però all’istante. La stessa Allison, nonostante avvertita da Viktor, che però crede in lei, schiaccia il pulsante. Finalmente ritorna dalla sua amata Claire e da suo marito, riportando però le ferite non avendo mantenuto il patto, mentre il resto, ad eccezione di Sloane che sembra non esistere e con Luther resuscitato, si ritrova in uno spazio esterno adiacente all’hotel dell’altra linea temporale senza riportare ferite, come quelle di Diego alle dita e di Cinque al braccio, ma tutti senza poteri. Ormai rassegnati, sono pronti ad una nuova vita. Nella scena finale si vedono in un grattacielo Reginald ed Abigail, sua moglie, abbracciarsi e nei titoli di coda Ben che si trova in una metropolitana di Seul.